# Hugo von Kirchbach
Hugo Ewald von Kirchbach (født 23. maj 1809 i Neumarkt i Schlesien, død 6. oktober 1887 i Niesky) var en preussisk greve og general.
von Kirchbach indtrådte i kadetkorpset 1820, forfremmedes 1827 til løjtnant og 1845 til kaptajn. Som sådan udmærkede han sig ved undertrykkelsen af opstanden i Erfurt 22. oktober 1848. Brigadegeneral blev han 1863 og førte i krigen 1864 mod Danmark 21. infanteribrigade. Som chef for 10. division kæmpede han med megen dygtighed i krigen 1866 blandt andet ved Nachod, Skalitz og Schweinschädel. I og efter krigen 1870—71 kommanderede han 5. armékorps og deltog i kampene ved Wissembourg, hvor han såredes, ved Wörth og ved Sedan. Senere dækkede han det store hovedkvarter under Paris' cernering og udmærkede sig her særlig i kampen ved Mont Valérien. Ved sin afskedigelse 1880 ophøjedes han i grevestanden. Til minde om von Kirchbach fik såvel det 46. infanteriregiment som Fort 10 ved Strasbourg hans navn.